# Вяземская, Елена Никитична

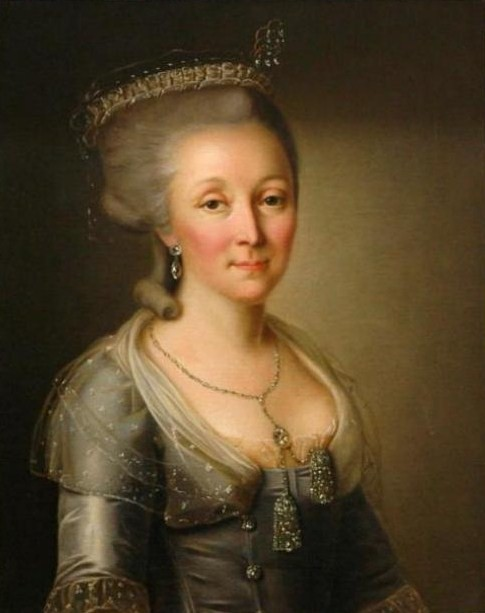
Портрет княгини Елены Вяземской кисти Леонтия Миропольского

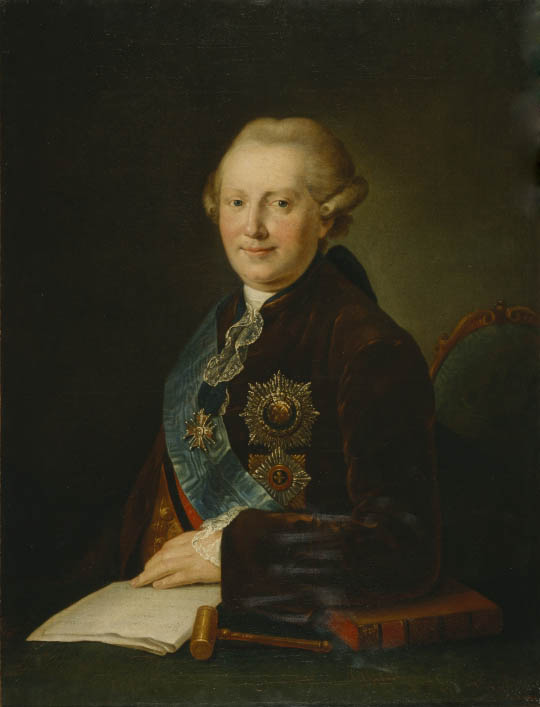
Портрет князя А. А. Вяземского кисти Леонтия Миропольского

Княгиня Еле́на Ники́тична Вя́земская, урождённая княжна Трубецка́я (27 декабря 1745 — 14 октября 1832) — дочь елизаветинского генерал-прокурора Н. Ю. Трубецкого (от второй жены Анны Даниловны Херасковой), жена екатерининского генерал-прокурора А. А. Вяземского (1727—1793), статс-дама, влиятельная фигура в петербургском высшем обществе конца XVIII и начала XIX веков. Устроительница усадьбы Мурзинка (Александровское).

## Жизнь
Вторая жена князя Н. Ю. Трубецкого родила ему восемь сыновей и пять дочерей. Елена была их девятым ребенком; по случаю её рождения отец писал:
1745  год. Декабрь 27. Родилась дочь княжна Елена, в С.- Петербурге, 8 часов пополудни; имя дано 21 мая св. царя Константина и царицы Елены; восприемниками соизволили быть всемилостивейшая государыня императрица и государь великий князь.
 Детство её прошло в богатом доме родителей, в самом центре придворной жизни. Вскоре после смерти отца княжна Елена Трубецкая была повенчана, в июле 1768 года, с генерал-прокурором Александром Вяземским, одним из высших сановников империи, который был её старше почти на 20 лет. После свадьбы Вяземские поселились в своем петербургском доме на Малой Садовой, на лето они переезжали в своё богатое имение Александровское, лежащее на берегу Невы и полученное Еленой Никитичной в приданое.
Молодая княгиня находилась в дружеской связи с родственниками со стороны матери (Варвара Урусова, Сергей Вяземский и др.), устраивала их судьбу и продвигала карьеру. Она также постоянно переписывалась с «бриллиантовым» князем А. Б. Куракиным, который назвал в её честь аллею своего парка в Надеждине. В этой усадьбе был найден целый том его писем к княгине Вяземской, которые служат ценным источником для исследователей последней четверти XVIII века.
Екатерина II не любила ни Куракина, ни Вяземскую, отчасти из-за её чрезмерной бережливости и любви к деньгам. В дневнике Храповицкого встречается много неблагожелательных отзывов императрицы о ней. Вместе с тем княгиня Вяземская играла большую роль в свете. В её доме на Невском проспекте собирался весь дипломатический корпус и высший круг Петербурга. Как вспоминает Ф. Вигель, вслед за заключением Тильзитского мира старуха Вяземская единственной из знатных особ принимала у себя «с отвёрстыми объятиями» Савари и других наполеоновских дипломатов:
Вдова генерал-прокурора, выдавшая двух дочерей за посланников неаполитанского и датского, всегда любила без памяти иностранцев и в особенности французов, и для них был у неё всегда притон. Прежде многие старались ей подражать; но продолжительною связью с французским посольством она обесславила свою старость; были люди, которые не побоялись взвести на неё клевету, будто за угощение французов она получала деньги от правительства.
Елена Вяземская с увлечением обустраивала усадьбу в Александровском, где была выстроена необычная по своему облику церковь, прозванная «Кулич и Пасха». Имение Вяземских несколько раз удостаивала своим посещением государыня. Во время одного из таких посещений за ужином перед ней был выставлен «великолепный египетский обелиск, вверху которого на серебряном щите блистало имя Екатерины, а вокруг изображены были времена года». 

Желая иметь также дом рядом с Москвой, княгиня Вяземская приобрела в 1788 году подмосковную усадьбу известного чудака П. А. Демидова. Однако генерал-прокурорше пришлось не по душе увлечение масонскими доктринами, которому предавались в Москве её братья М. Херасков и Н. Трубецкой, равно как и многие другие высокородные жители «первопрестольной». Есть мнение, что ссылка последнего в деревню стала следствием её постоянных жалоб мужу на то, что «московские братцы, подчиняясь Новикову, расточают своё достояние на печатанье каких-то книг». 

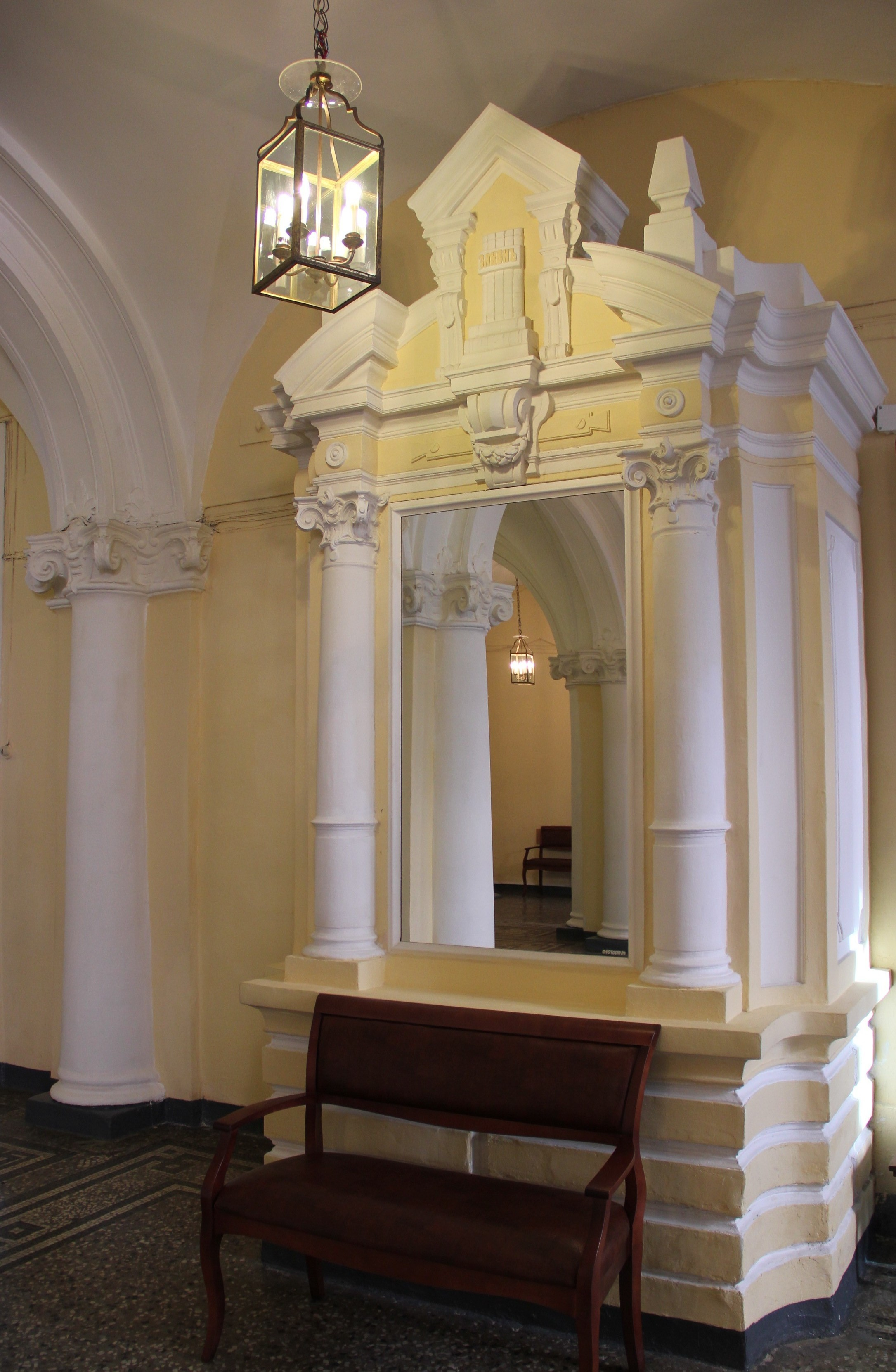
Интерьер дворца Вяземских на Малой Садовой

Вместе с мужем княгиня Вяземская собрала одну из лучших в Петербурге нумизматических коллекций (собрание монет, медалей и минералов). Их коллекция часто упоминается в нумизматической литературе. Пережив мужа почти на 40 лет, Елена Никитична окончательно рассталась с коллекцией в 1831 году, только накануне своей кончины.

Вяземская умерла 87 лет от роду и была похоронена рядом с мужем в Благовещенской церкви Александро-Невской лавры. Ещё за полвека до того слабое здоровье, на которое постоянно сетовала генерал-прокурорша, беспокоило её многочисленных друзей. Судя по письмам Куракина, княгиня 
страдала истерическими припадками и дрожанием в теле и, кроме того, находилась под давлением какого-то тайного нравственного гнёта, наложившего свой отпечаток на её внешний облик.

## Дети
Супруги Вяземские имели четырёх дочерей, которые также были нелюбимы императрицей:
- Екатерина Александровна (1769—1824), с 1789 года в замужестве за графом Д. А. Толстым (1754—1832).

- Анна Александровна (1770—1840), c 1788 года жена неаполитанского посланника в Петербурге герцога Антонио Мореска Серра-Каприола (1750—1822). Её дом на набережной Фонтанки, 22 был одним из самых блестящих салонов в столице.

- Прасковья Александровна (1772—1832), фрейлина, с 1790 года жена графа Д. А. Зубова (1766—1849). Императрица Екатерина II считала её «лучше старшей сестры Анны, похожей на обязьяну».

- Варвара Александровна (1774—1850), в замужестве за датским посланником бароном Розенкранцем.

Дочери
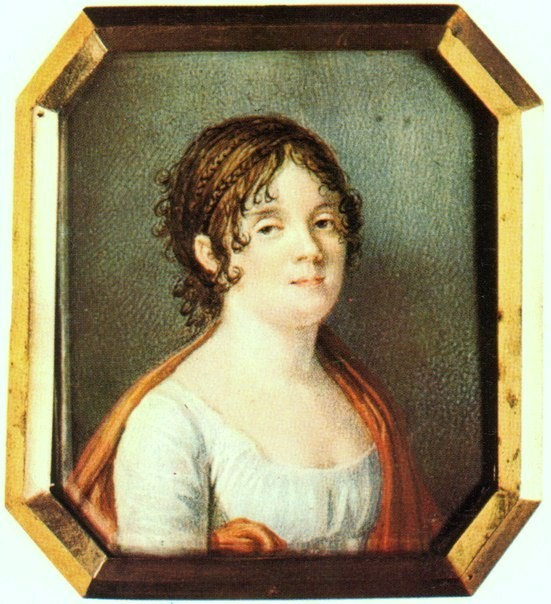
Екатерина
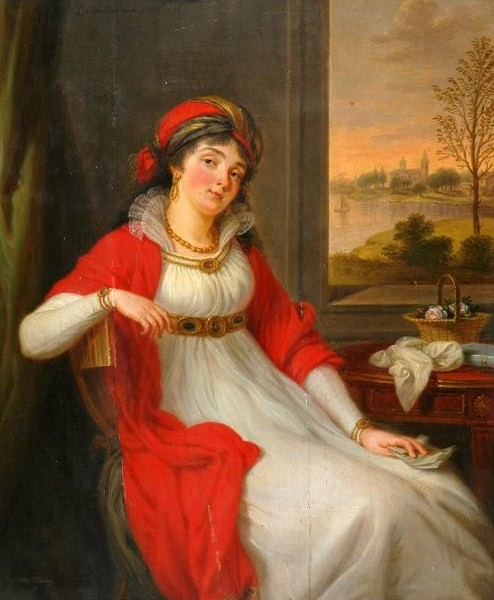
Анна
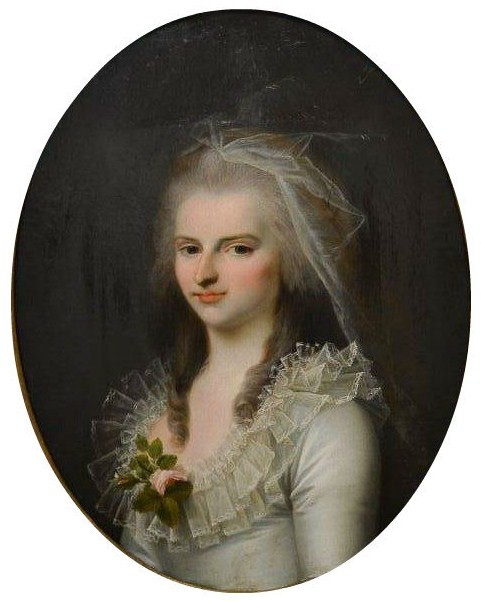
Прасковья
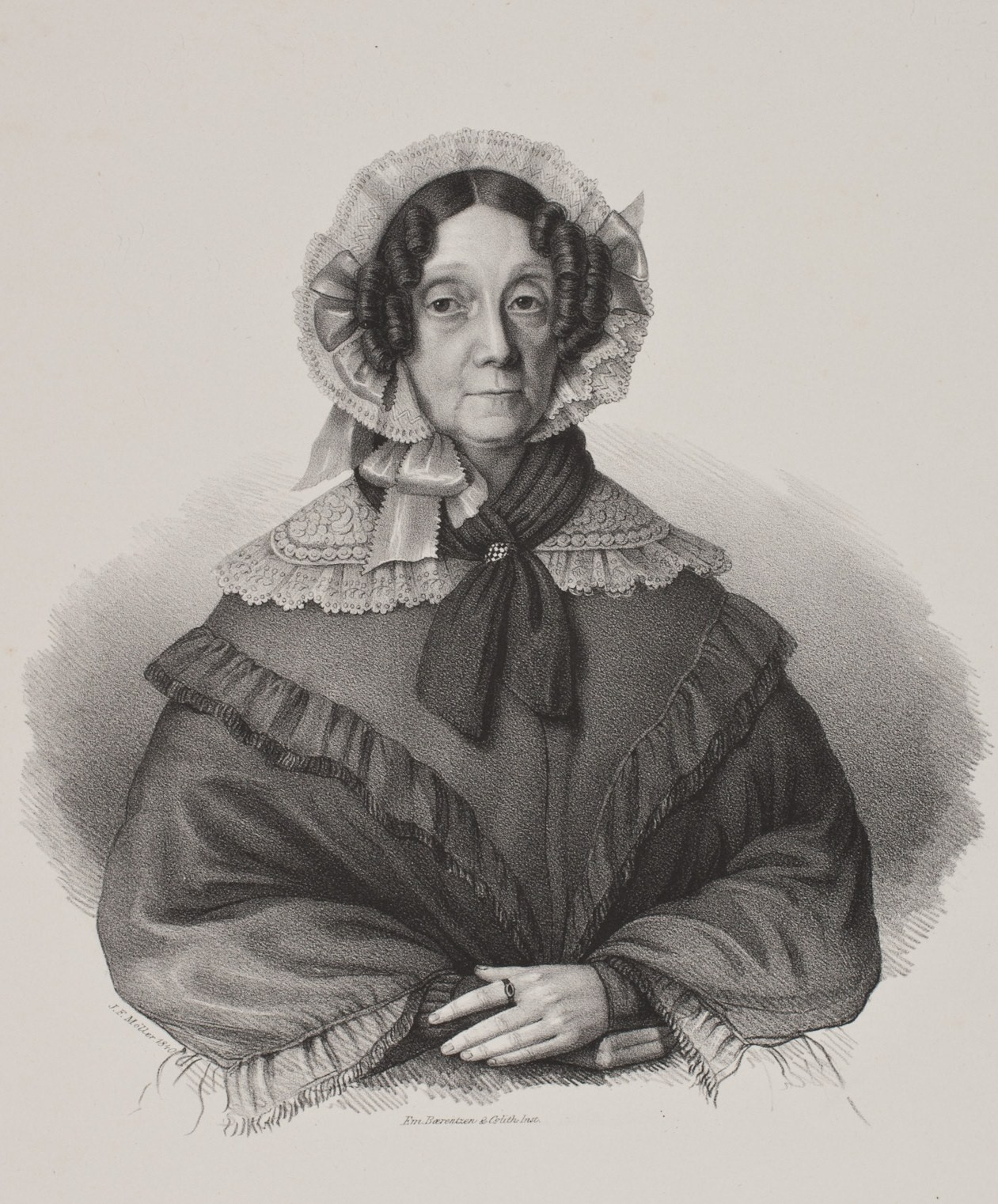
Варвара